# Mordfall Leonie W. in Wien 2021
Beim Mordfall Leonie W. wurde am 26. Juni 2021 in einer Gemeindewohnung in Wien-Donaustadt die 13-jährige Leonie W. aus Tulln von drei Asylwerbern aus Afghanistan in Missbrauchsabsicht unter Drogen gesetzt und vergewaltigt, wobei das Mädchen infolge einer Suchtmittelvergiftung und durch Ersticken eines gewaltsamen Todes starb. Der zum Tatzeitpunkt 22-jährige Haupttäter wurde wegen Mordes und Vergewaltigung zu lebenslanger Haft, die beiden Mittäter wegen Mordes durch Unterlassen und Vergewaltigung nach Jugendstrafrecht zu Freiheitsstrafen von 20 bzw. 19 Jahren verurteilt.

## Opfer
Leonie W. wurde als Tochter einer aus Nürnberg stammenden Pflegerin und eines aus Wels stammenden Notfallsanitäters geboren und verbrachte ihre ersten beiden Lebensjahre in Nürnberg, ehe die Familie aus familiären Gründen nach Wien, anfangs auf die Wieden, später in die Donaustadt, sowie schließlich im August 2019 in das niederösterreichische Tulln zog. Leonie W. hatte vier Geschwister und besuchte die Sportmittelschule Donaustadt und nach dem Umzug eine Mittelschule im Raum Tulln. Laut ihren Eltern sei sie rebellisch gewesen und habe immer wieder nächtliche Ausflüge unternommen, wobei ihre Mutter sie dreimal als abgängige Minderjährige bei der Polizei gemeldet habe. Später habe die Mutter auch das Jugendamt informiert und Leonie in einem Krisenzentrum in Hollabrunn untergebracht. Eine Psychologin habe die Familie wöchentlich besucht und ab Herbst 2021 hätte Leonie einen Platz in der Tagesklinik der Kinder- und Jugendpsychiatrie Tulln erhalten. Ein ehemaliger Lehrer/Betreuer der Schule teilte mit, dass Leonie oft gefehlt und Probleme in der Schule gehabt habe, sie jedoch ein liebes Kind gewesen sei.

## Tathergang
Am 25. Juni 2021 gegen 23 Uhr waren Leonie W. und ihre 15-jährige Freundin von einem 27-Jährigen Bekannten aus Tulln nach Wien gefahren worden. Laut ihrer Mutter hätte Leonie um 21 Uhr zu Hause sein sollen, jedoch überredete Leonie ihre Mutter, noch eine weitere Stunde ausbleiben zu können. Das letzte Lebenszeichen gegenüber ihrer Mutter war eine WhatsApp-Nachricht, in welcher sie ihr weiteres Fernbleiben über 22 Uhr hinaus bekannt gab. Laut den Ermittlungen traf sich Leonie bei der U-Bahn-Station Schottenring mit den drei Afghanen Ali H., den sie von Instagram kannte und der sich als 16-Jähriger ausgab, dem 18-jährigen Ibraulhaq A. und dem 22-jährigen Rasuili Z., wobei das Trio noch von einem Zeugen beim Donaukanal gesehen wurde. Während ihre Freundin gegen Mitternacht nach Hause fuhr, begab sich Leonie in die Gemeindewohnung von Ibraulhaq A. im Bereich Viktor-Kaplan-Straße/Erzherzog-Karl-Straße, wo „gechillt“ worden sei. Am 26. Juni gegen 02:00 Uhr hatte das Mädchen noch telefonischen Kontakt mit einem Freund, wo sie noch nicht beeinträchtigt geklungen haben soll. Danach soll Ali H., das Mädchen bedrängt haben. Zu diesem Zeitpunkt sei laut Staatsanwaltschaft damit begonnen worden, den Tatplan umzusetzen.
Leonie W. wurden mindestens sechs Ecstasy-Tabletten in einem Getränk verabreicht. Laut späterem toxikologischem Gutachten konnte im Körper des Mädchens eine dreifach letale Dosis festgestellt werden. Dann wurde Leonie W. von allen drei Männern vergewaltigt. Gegen 04:57 Uhr entstanden Videos durch die Täter, auf denen der Todeskampf des Mädchens zu sehen war und die in der späteren Verhandlung unter Ausschluss der Öffentlichkeit den Geschworenen vorgespielt wurden. Als sich der Zustand der 13-Jährigen verschlechterte, hätten die Täter ihr noch zu trinken gegeben und sie geduscht. Danach brachten sie das Mädchen in einen Teppich eingewickelt ins Freie und lehnten sie auf einem Grünstreifen an einen Baum zwischen geparkten Fahrzeugen, wo sie von einer zufällig vorbeikommenden Pflegeassistentin bemerkt wurde, welche mit der erfolglosen Reanimation begann. Auch die Wiederbelebungsversuche der eintreffenden Berufsrettung Wien blieben erfolglos. Die Ersthelferin begegnete auch zwei der Tätern, welche um 06:56 Uhr die Rettung verständigten und sich als unbeteiligte Passanten ausgaben. Leonie wies bei ihrem Auffinden Hämatome am ganzen Körper und Würgemale am Hals auf. Der gerichtsmedizinische Sachverständige konnte den Todeszeitpunkt, auch aufgrund der Tätervideos, auf den Zeitraum zwischen 05:57 und 06:30 Uhr eingrenzen.
Die Eltern von Leonie W., welche diese am Morgen des 27. Juni 2021 bei der Polizei Tulln als abgängig gemeldet hatten, erfuhren aus den Medien vom Fund der Leiche und mussten diese im Laufe des Tages identifizieren, wobei sie durch ein Kriseninterventionsteam betreut wurden.

## Festnahme und Hintergrund der Täter
Laut Wiens Polizeipräsident Gerhard Pürstl seien die Täter durch Zeugenbefragungen und Einvernahmen rasch ermittelt worden, vor allem aufgrund der Aussagen eines Zundgebers. Ali H. und Ibraulhaq A. wurden bereits am Nachmittag des 28. Juni 2021 in Alsergrund bzw. Donaustadt festgenommen und in die Justizanstalt Wien-Josefstadt eingeliefert. Rasuili Z. war nach der Tat geflohen und reiste auf einem Flüchtlingsboot nach Großbritannien, wo er am 18. Juli 2021 unter falschem Namen Asyl beantragte. Er wurde in einem Hotel in Whitechapel im Osten Londons untergebracht, bis er mit Hilfe österreichischer Zielfahnder aufgespürt, aufgrund eines europäischen Haftbefehls am 29. Juli 2021 festgenommen und in das Wandsworth-Gefängnis eingeliefert wurde. Nach Ausschöpfung seiner Rechtsmittel wurde am 12. Jänner 2022 seine Auslieferung nach Österreich angeordnet, welche laut Staatsanwaltschaft Wien am 23. März 2022 erfolgte. Jeder der Beschuldigten gab später an, einvernehmlichen Geschlechtsverkehr mit dem Mädchen gehabt zu haben. Alle hätten danach geschlafen und dann Erste Hilfe geleistet.
Der 18-jährige Ibraulhaq A. war ursprünglich als unbegleiteter minderjähriger Flüchtling 2015 nach Österreich gekommen. Nach einem Asylantrag erhielt er 2016 den subsidiären Schutzstatus. Seit 2018 wurde er elfmal als Beschuldiger wegen gerichtlich strafbarer Handlungen geführt, unter anderem nach dem Suchtmittelgesetz und wegen Gewaltdelikten. Wegen Räuberischen Diebstahls war er 2020 zu einer zehnmonatigen Freiheitsstrafe verurteilt worden, aus der er im August desselben Jahres vorzeitig entlassen wurde. Aufgrund seiner Verurteilungen war im Juli 2019 ein Asylaberkennungsverfahren eingeleitet und im Oktober 2019 vom Bundesamt für Fremdenwesen und Asyl mit der Begründung, er sei eine Gefahr für die Allgemeinheit, der subsidiäre Schutz aberkannt worden. Es erging eine Rückkehrentscheidung in Verbindung mit einem sechsjährigen Einreiseverbot. Der 18-Jährige legte dagegen Berufung ein, wobei das Verfahren vor dem Bundesverwaltungsgericht (BVwG) zum Tatzeitpunkt noch andauerte. Da der Betroffene noch minderjährig war, war aufgrund der Europäischen Menschenrechtskonvention eine Abschiebung unzulässig. Im Hinblick auf die mehrfache Straffälligkeit des Mannes wäre die Möglichkeit bestanden, den Abschiebeschutz aufzuheben und im Sinne eines Beschleunigungsgebots eine Abschiebung ab Volljährigkeit zu ermöglichen, was nicht geschah.
Der angeblich 16-Jährige Ali H. war erst im April 2021 als unbegleiteter minderjähriger Flüchtling in Österreich angekommen, wo bereits seine Mutter und Schwester lebten. Er hatte einen Asylantrag gestellt und wies bis zur Tat keine Vorstrafen auf. Noch im Juli 2021 wurde bekanntgegeben, dass laut einem Gutachten der forensischen Altersdiagnostik Ali H. zum Tatzeitpunkt bereits ein Alter von 18,95 bis 20,55 Jahren aufgewiesen habe und somit volljährig war.
Der 22-jährige Rasuili Z. war ebenfalls 2015 als unbegleiteter minderjähriger Flüchtling nach Österreich gekommen und hatte einen Asylantrag gestellt, welcher im Oktober 2017 negativ beschieden wurde. Zudem wurde eine Rückkehraufforderung erlassen. Rasuili Z. wurde sechsmal unter anderem wegen Hehlerei und Körperverletzung, sowie nach dem Suchtmittelgesetz angezeigt und seit 2018 dreimal verurteilt. Bei der letzten Verhandlung im Februar 2020 wurden die offenen Vorstrafen widerrufen, sodass er bis Mai 2021 eine Haftstrafe verbüßte und dann in die Wohnung von Ibraulhaq A. zog. Im Juni 2018 war ihm per Verfahrensanordnung der Verlust seines Aufenthaltsrechts wegen Straffälligkeit mitgeteilt worden, wogegen er Beschwerde beim Bundesverwaltungsgericht erhob. Der Ausgang dieser Beschwerde wurde nicht bekannt.
Am 30. Juni 2021 wurde im Bereich der U-Bahnstation Michelbeuern in Wien der 23-jährige Afghane Sahel S. festgenommen. Dieser soll in der Tatnacht das Ecstasy geliefert haben. Der Afghane war ebenso 2015 als Flüchtling nach Österreich gekommen und hatte einen Asylantrag gestellt. Es hatte fast drei Jahre gedauert, bis das Bundesamt für Fremdenwesen und Asyl darüber entschieden hatte und diesen ablehnte. Während der Frist für eine freiwillige Ausreise legte er Beschwerde ein, weshalb der Fall zum Bundesverwaltungsgericht ging. Zu der Verhandlung am 24. September 2019 erschien er nicht. Seit 2018 wurde er fünf Mal polizeilich angezeigt, nach dem Suchtmittelgesetz, wegen Körperverletzung, schwerer Nötigung und illegalen Waffenbesitzes. Am 14. Mai 2019 wurde er wegen Geschlechtlicher Nötigung, Körperverletzung und anderer Delikte am Landesgericht St. Pölten zu 24 Monaten Gefängnis verurteilt, sechs davon unbedingt. Weil er diese Zeit allerdings bereits in U-Haft abgesessen hatte, verließ er den Gerichtssaal als freier Mann. Obwohl er wegen der Verurteilung von der Bewährungshilfe betreut werden musste, konnte ihn das Bundesverwaltungsgericht aufgrund fehlenden Wohnsitzes im Zentralen Melderegister nicht ausfindig machen. Deshalb stellte das Gericht am 16. September 2020 das Verfahren ein, womit für den Afghanen ein zweijähriger Abschiebeschutz in Kraft trat. Nur fünf Tage später schien die erste Wohnsitzmeldung des 23-Jährigen im Zentralen Melderegister in Niederösterreich auf, worauf fünf weitere Adressen folgten. Anhand der Ermittlungsergebnisse, wie DNA-Spuren, schied er im Mordfall Leonie als unmittelbarer Mittäter aus. Im April 2022 wurde bekanntgegeben, dass er in Kürze aus der Untersuchungshaft entlassen werde.

## Gerichtsverfahren
Am 14. Juli 2022 erhob die Staatsanwaltschaft Wien Anklage gegen die drei Beschuldigten wegen des Verdachts der Vergewaltigung mit Todesfolge und des schweren sexuellen Missbrauchs von Unmündigen mit Todesfolge. Die Angehörigen von Leonie schlossen sich dem Verfahren als Privatbeteiligte an und wurden von den Rechtsanwälten Johannes Öhlböck und Florian Höllwarth vertreten. Die Staatsanwaltschaft beantragte die Einvernahme von elf Zeugen und sieben Gutachtern, sowie die Abspielung eines in der iCloud von Rasuili Z. gefundenen Videos, das die Täter während der Tathandlungen angefertigt hatten. Die Staatsanwältin teilte mit, dass im Rahmen des Verfahrens Anhaltspunkte für Mordvorsatz bestehen würden, welche von den Geschworenen zu prüfen seien. Bei den Angeklagten habe jede Spur von ehrlich gemeinter Reue gefehlt und jeder habe die jeweils anderen belastet, wobei sich die Aussagen der Beschuldigten widersprechen würden. Die Hauptverhandlung begann am 27. September 2022 am Landesgericht für Strafsachen Wien.
Nach sieben Prozess- und Verhandlungstagen wurden am 2. Dezember 2022 nach sechs Stunden Beratung der Geschworenen die Urteile verkündet; Rasuili Z. wurde wegen Mordes und Vergewaltigung zu lebenslanger Haft, Ibraulhaq A. und Ali H. jeweils wegen Mordes durch Unterlassen und Vergewaltigung nach dem Jugendgerichtsgesetz zu 20 Jahren bzw. 19 Jahren Haft verurteilt. Der Familie des Opfers wurde darüber hinaus Schmerzensgeld in der Höhe von € 140.000 zugesprochen. Richterin Anna Marchart verkündete, dass die Angeklagten das Opfer wie ein Objekt benutzt und eine auffällige Gleichgültigkeit ihm gegenüber gezeigt hätten.
Während Ibraulhaq A., dem die Tatwohnung gehörte, sein Urteil akzeptierte, legte Rasuili Z. gegen den Schuldspruch Nichtigkeitsbeschwerde und gegen die Strafhöhe Berufung, sowie Ali H. ebenfalls Berufung gegen seine Strafhöhe ein. Die Anwälte von Ali H. argumentierten, dass ihr Mandant noch jung sei und keine Vorstrafen aufweise. Der Verteidiger von Rasuili Z. brachte ein, dass sein Mandant noch versucht habe, Leonie zu helfen und dass kein Vorsatz vorliege. Die Nichtigkeitsbeschwerde und die Berufungen wurden am 31. Mai 2023 vom Obersten Gerichtshof abgewiesen und die Urteile damit rechtskräftig. Die Vertreter der Generalprokuratur bemerkten die massiv gleichgültige Einstellung der Verurteilten gegenüber der körperlichen Unversehrtheit, der sexuellen Selbstbestimmung und dem Leben an sich, während der Vorsitzende des fünfköpfigen OGH-Senats, Rudolf Lässig, betonte, dass die beratenden Richter seit vielen Jahren Strafrichter seien, ihnen jedoch ein so hoher Grad an Schuld kaum einmal wo untergekommen sei; das Opfer, ein 13-jähriges Mädchen, sei zur „Sache“ degradiert, auf das Übelste missbraucht und während es mit dem Tod rang, wie eine Sache auf der Straße abgelegt worden.

## Reaktionen
Bundeskanzler Sebastian Kurz teilte im Zuge einer Pressekonferenz zu dem Mordfall mit, dass er zutiefst schockiert und betroffen, aber auch wütend sei. Er kündigte an, einem zwischen der ÖVP und den Grünen ausgesprochenen Abschiebestopp einen Riegel vorzuschieben und keine Aufweichung der Asylgesetze zuzulassen. Im August 2021 traf er sich mit den Eltern von Leonie W. im Bundeskanzleramt.
Innenminister Karl Nehammer (ÖVP) forderte Änderungen der internationalen Bestimmungen für Abschiebungen, während Justizministerin Alma Zadić (Grüne) betonte, dass das Asylrecht in den letzten Jahren bereits mehrfach verschärft worden sei und die bestehenden Gesetze genügend Möglichkeiten bieten würden, man sie aber auch konsequent anwenden müsse. Das Innenministerium hätte die Möglichkeit gehabt, die aufschiebende Wirkung der Beschwerden der vorbestraften Afghanen gegen ihre bevorstehende Abschiebung aufzuheben. Das Bundesamt für Fremdenwesen und Asyl bezeichnete daraufhin die Aussagen von Zadić als „irreführend“; im vorliegenden Fall sei keine Aberkennung der aufschiebenden Wirkung möglich gewesen. Eine solche könne nur gegen eine abweisende Entscheidung über einen Antrag auf internationalen Schutz erfolgen. Ein solcher Fall habe hier allerdings nicht vorgelegen. Hier habe es sich um eine Aberkennung eines bereits erteilten Schutzstatus aufgrund von Straffälligkeit gehandelt, also ein Aberkennungsverfahren und nicht um ein Zuerkennungsverfahren.
Die für Integrationsagenden zuständige Kanzleramtsministerin und Bundesministerin für EU und Verfassung, Karoline Edtstadler (ÖVP), forderte nach dem Mord ebenfalls eine Verschärfung der Abschiebebestimmungen, auch während laufender Verfahren und nach Afghanistan, wo es innerstaatliche Fluchtmöglichkeiten gebe.
Der burgenländische Landeshauptmann und ehemalige Verteidigungsminister Hans Peter Doskozil (SPÖ) forderte zur Verhinderung solcher Fälle rigorose Abschiebungen und Asylverfahren außerhalb der Europäischen Union. Wer nach einer solch abscheulichen Tat die uneingeschränkte Willkommenskultur verteidige, agiere gegen die in Österreich lebenden Menschen.
FPÖ-Bundesparteiobmann Herbert Kickl bezeichnete den Mord als „bestialisch“, sprach von einem fehlgeleiteten Asylsystem und warf der ÖVP vor, für das Scheitern der österreichischen Asylpolitik beinahe alleine verantwortlich zu sein. Die FPÖ brachte diesbezüglich eine Dringliche Anfrage zum Thema „Völliges Versagen der ÖVP in der Asylpolitik“ im Nationalrat ein. Kickl und FPÖ-Generalsekretär Michael Schnedlitz forderten eine Zustimmung zu ihrem 10-Punkte-Plan zur Abwehr von Gewalttaten durch Asylanten, welcher bei den anderen Fraktionen jedoch keine Unterstützung fand.
Wiens Vizebürgermeister Christoph Wiederkehr (NEOS) zeigte sich zutiefst erschüttert und bezeichnete es als zentrale Frage, warum straffällige junge Erwachsene mit negativem Bescheid nicht abgeschoben würden. Die Bundesbehörden seien zu wenig vernetzt und würden zu langsam arbeiten. Er forderte eine Einschränkung des Bewegungsspielraums für straffällige Asylwerber und nannte als Vorbild ein Modell im Schweizer Kanton Zürich, welches vorsieht, dass bestimmte Plätze vom Straftäter nicht mehr aufgesucht werden dürfen. Ein derartiges Modell brauche jedoch einen bundesgesetzlichen Rahmen.